# Mycalesis jobina
Mycalesis jobina är en fjärilsart som beskrevs av Hans Fruhstorfer 1906. Mycalesis jobina ingår i släktet Mycalesis och familjen praktfjärilar. Inga underarter finns listade i Catalogue of Life.